# Pong Savada Khmer
Pong Savada Khmer (tiếng Khmer: បទពង្សាវតារខ្មែរ, Dòng tộc Khmer) là quốc ca của Cao Miên. Bài hát này do Giáo sư Nuon Kon viết dựa trên một làn điệu dân ca Khmer. Nó được công nhận là quốc ca năm 1941 và được khẳng định lại vào năm 1947. Tuy nhiên, khi đảo chính của Lon Nol nổ ra năm 1970, nó bị thay thế bởi quốc ca của thể chế Cộng hòa Khmer. Sau khi Khmer Đỏ giành chính quyền năm 1975, các biểu tượng hoàng gia bao gồm quốc ca được phục dựng trong một thời gian ngắn. Tuy nhiên, một bài ca khác, Dap Prampi Mesa Chokchey (ngày 17 tháng Tư vẻ vang), được đưa lên làm quốc ca mới cho chế độ Campuchia Dân chủ. Sau khi thể chế này bị lật đổ (1979), Cộng hòa Nhân dân Campuchia lên thay, cũng không sử dụng lại bài này. Mãi cho đến khi cuộc tổng tuyển cử Cao Miên 1993 kết thúc với chiến thắng thuộc về đảng bảo hoàng FUNCINPEC, bài Nokoreach cùng quốc kỳ của Vương quốc Campuchia mới được phục hồi như cũ.